# EM (motorfietsmerk)
EM is een Oostenrijks historisch merk van motorfietsen.
EM produceerde goede eencilinder-motorfietsen met 500cc-kopklepmotoren die werden ingekocht bij MAG. De productie, die in 1928 begon, bleef echter zeer beperkt en moest in 1929 al worden beëindigd.